# アイクストロン
アイクストロン（Aixtron SE）は、GaN用MOCVD装置やSiCエピタキシャル成長装置を中心とする、化合物半導体製造装置の開発・販売を行う多国籍企業。ドイツ・ノルトライン＝ヴェストファーレン州のヘルツォーゲンラートに本拠を置く。フランクフルト証券取引所上場企業（FWB: AIXA）。

## 沿革
1983年、MOCVDの研究開発を進める目的で、物理学者のHolger Jürgensenなどアーヘン工科大学の半導体技術研究所の研究者が中心となり、アーヘンで設立された。社名は、アーヘンのフランス語名であるAix-la-Chapelleとelectronicsの合成から名付けられた。1988年にドイツ・イノベーション・アワードを受賞、1989年にフィリップスからプラネタリーリアクターの独占的ライセンスを取得、当初はヒ化ガリウム (GaAs) やリン化インジウム (InP) などのIII-V族半導体製造装置に特化していたが、1990年代初頭にはその製品範囲を拡大し、窒化ガリウム (GaN) 製造用の高温システムを含むようになった。
1997年11月、フランクフルト証券取引所に株式を上場した。このほかNASDAQに2005年3月から2016年12月30日まで上場していた。
1999年にイギリスのThomas-Swan Scientific Equipment Ltd.を買収、2005年3月にはアメリカ・カリフォルニア州に拠点を置くGenus Inc.を1億1,800万ユーロで買収し、それぞれアイクストロンの現地法人とした。これらの買収を通じて、アイクストロンはシステムの種類と材料の範囲を拡大し、特にシリコン産業向けのシステムを拡大した。
2016年5月、アイクストロンは中国の福建芯片投資基金（FGC）による6億7,600万ユーロの買収提案に同意した。しかし同年10月、ドイツ政府は認可証明書を取り消した上での再審査を表明、11月にはアメリカの対米外国投資委員会が国家安全保障上の懸念から当時の大統領バラク・オバマに進言、12月オバマはアメリカ支社の中国ファンドへの売却に拒否権を発動、福建芯片投資基金は買収提案の撤回を発表した。
開発・製造拠点はドイツの本社とイギリスのケンブリッジにあり、アメリカ合衆国、台湾、日本などに販売拠点を持っている。地域別の売上ではアジアが7割前後、ヨーロッパとアメリカで3割前後となっている。

## 日本における展開
日本法人「アイクストロン株式会社」（Aixtron K.K.）は、東京（北品川）にオフィスを置く。